# Cetatea (okręg Giurgiu)
Cetatea – wieś w Rumunii, w okręgu Giurgiu, w gminie Frătești. W 2011 roku liczyła 792 mieszkańców.